# ایستگاه راه‌آهن شرقی بوداپست
ایستگاه راه‌آهن شرقی بوداپست (مجاری: Budapest Keleti pályaudvar) ایستگاه اصلی و بین‌المللی شهر بوداپست، مجارستان است. این ایستگاه که در سال ۱۸۸۴ میلادی تأسیس شده به خطوط راه‌آهن سراسری رِیلجت، یوروسیتی و یورونایت متصل است.

## نگارخانه

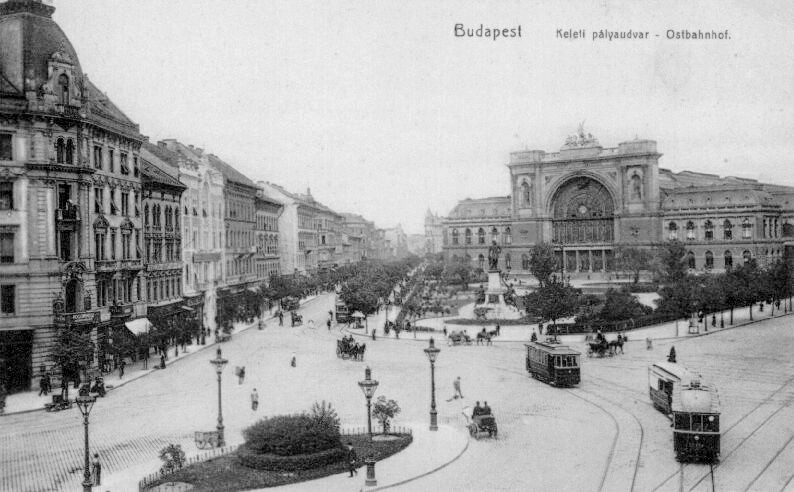
ایستگاه در حدود سال ۱۹۰۰
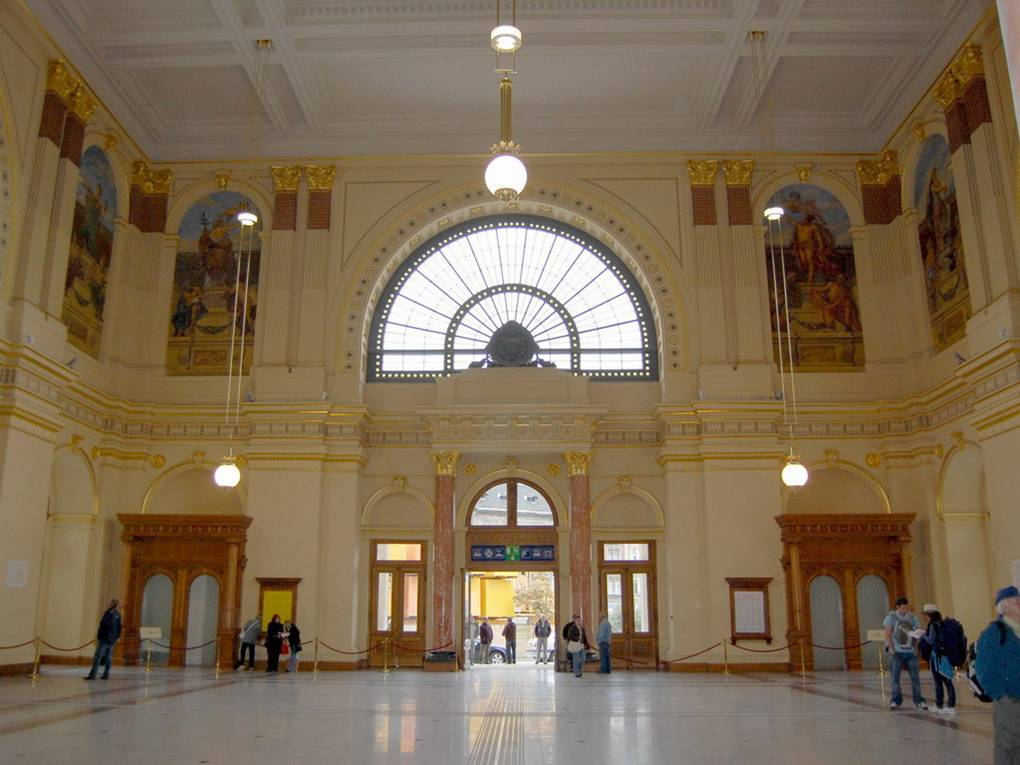
ورودی خیابان تُکُلی (Thököly út) به سالن لوتس (Lotz-terem)
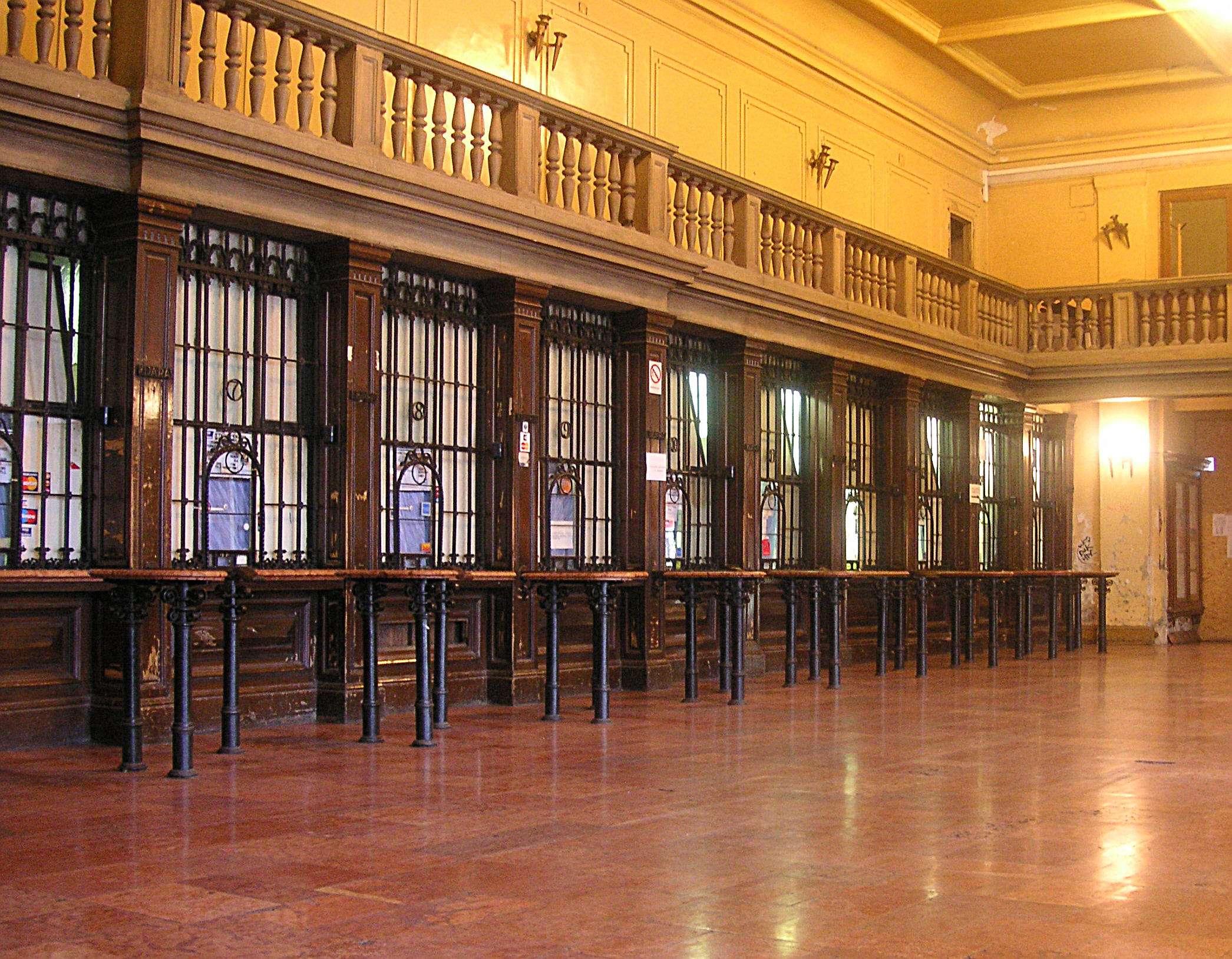
سالن پیشین فروش بلیط
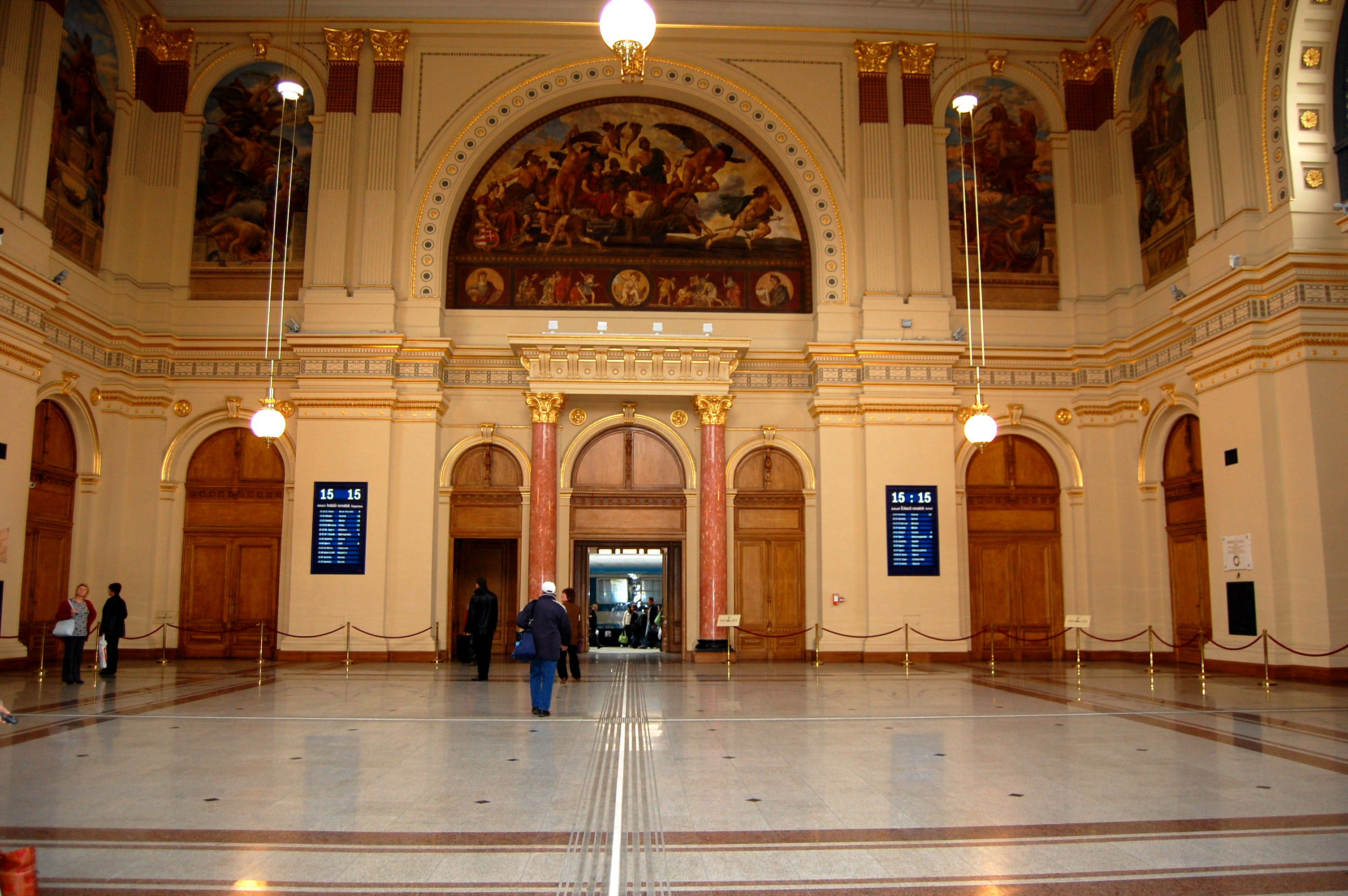
سالن لوتس
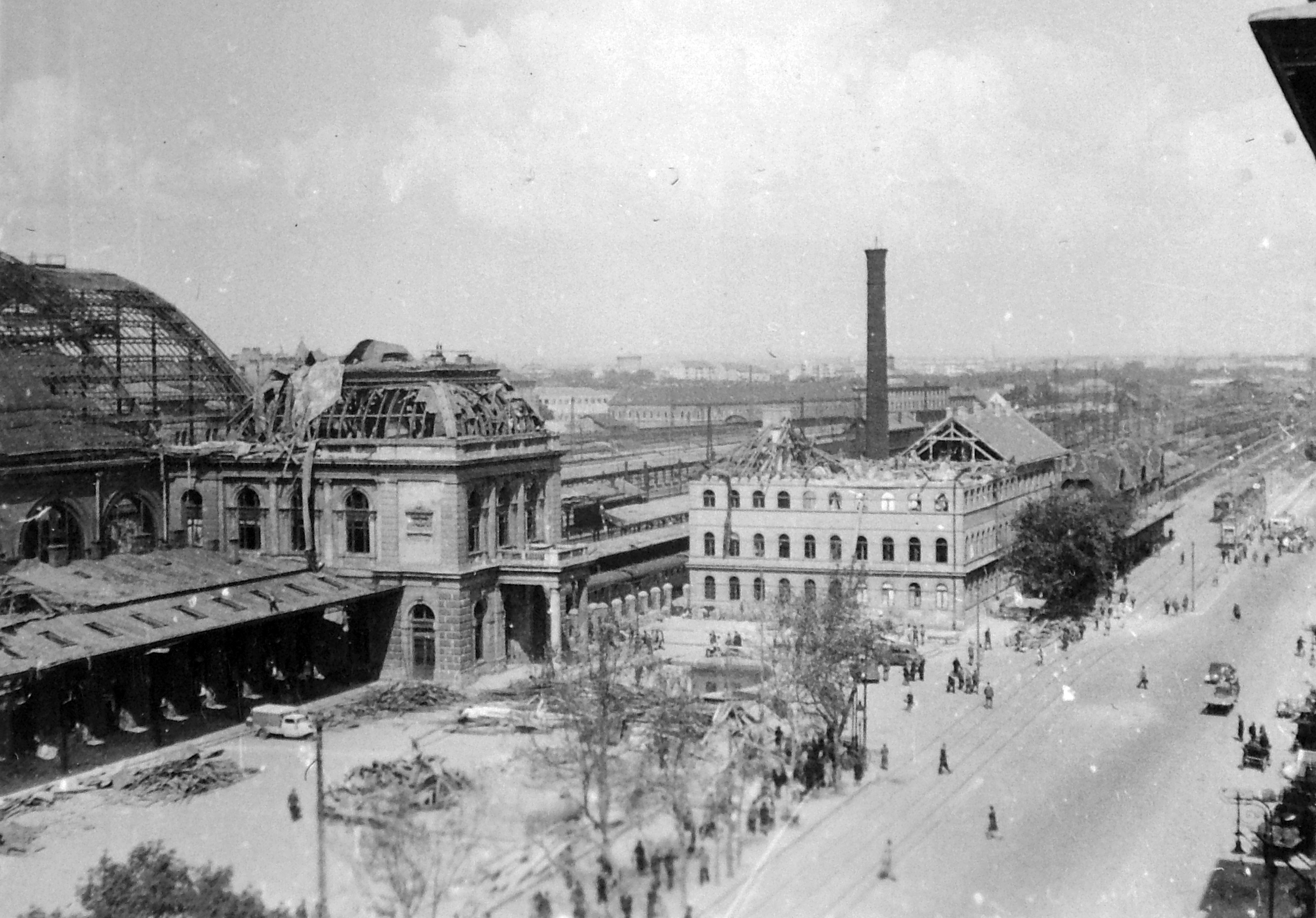
ایستگاه در ۱۹۴۵
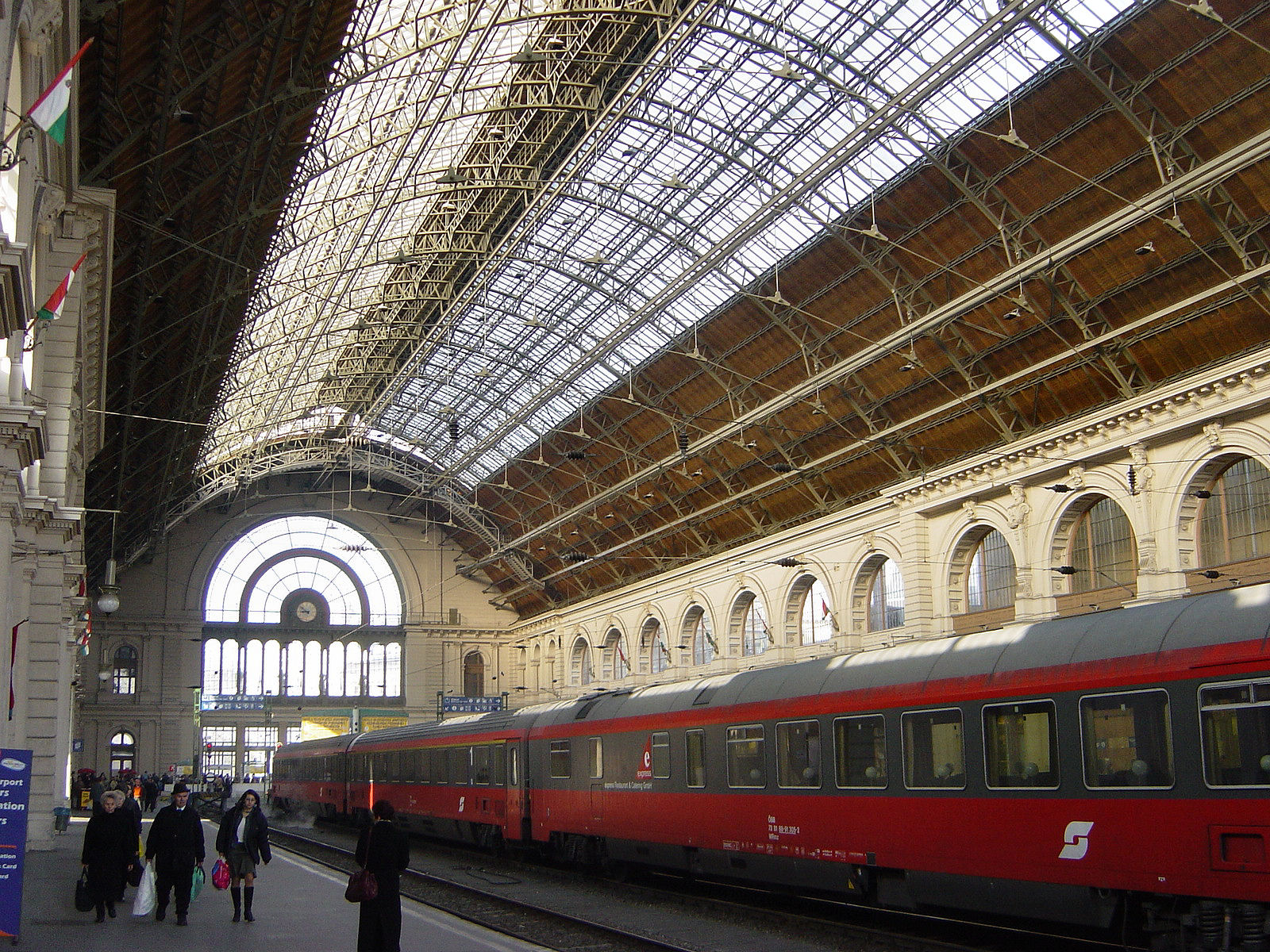
ریل قطار به سمت میدان باروش (Baross tér)
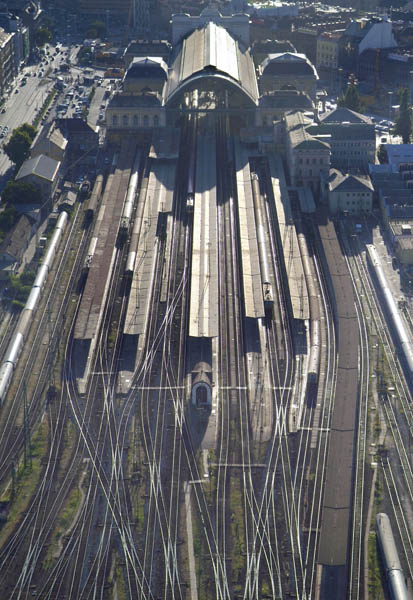
نمای هوایی به سمت غرب